# Coppa (torrente)
Il Coppa è un corso d'acqua dell'Oltrepò Pavese, affluente di destra del Po. Il suo corso è stretto e profondo, il regime è torrentizio. Il suo percorso crea la Valle del Coppa.

## Percorso
Si forma presso Borgo Priolo dall'unione dei due rami sorgentiferi, chiamati Ghiaia di Montalto e Ghiaia di Borgoratto, entrambi detti localmente Coppa o Ghiaia Coppa.
A valle di Borgo Priolo riceve da sinistra il torrente Schizzola e sbocca nella pianura Padana. Attraversa Casteggio, dove riceve il torrente Rile, e Bressana Bottarone; si getta nel Po poco a valle del ponte stradale-ferroviario di Mezzana Corti.

## Etimologia
Non se ne conosce il nome in epoca romana; l'etimologia del nome è ignota, probabilmente non correlata con quella del nome comune coppa. Negli Statuta Stratarum civitatis et comitatus Papie  del XIII secolo appare citato come Coparis . 
Un documento del secolo precedente  lo nomina come *Coparus . Queste forme sembrano presupporre una forma locale originaria *Còpar.

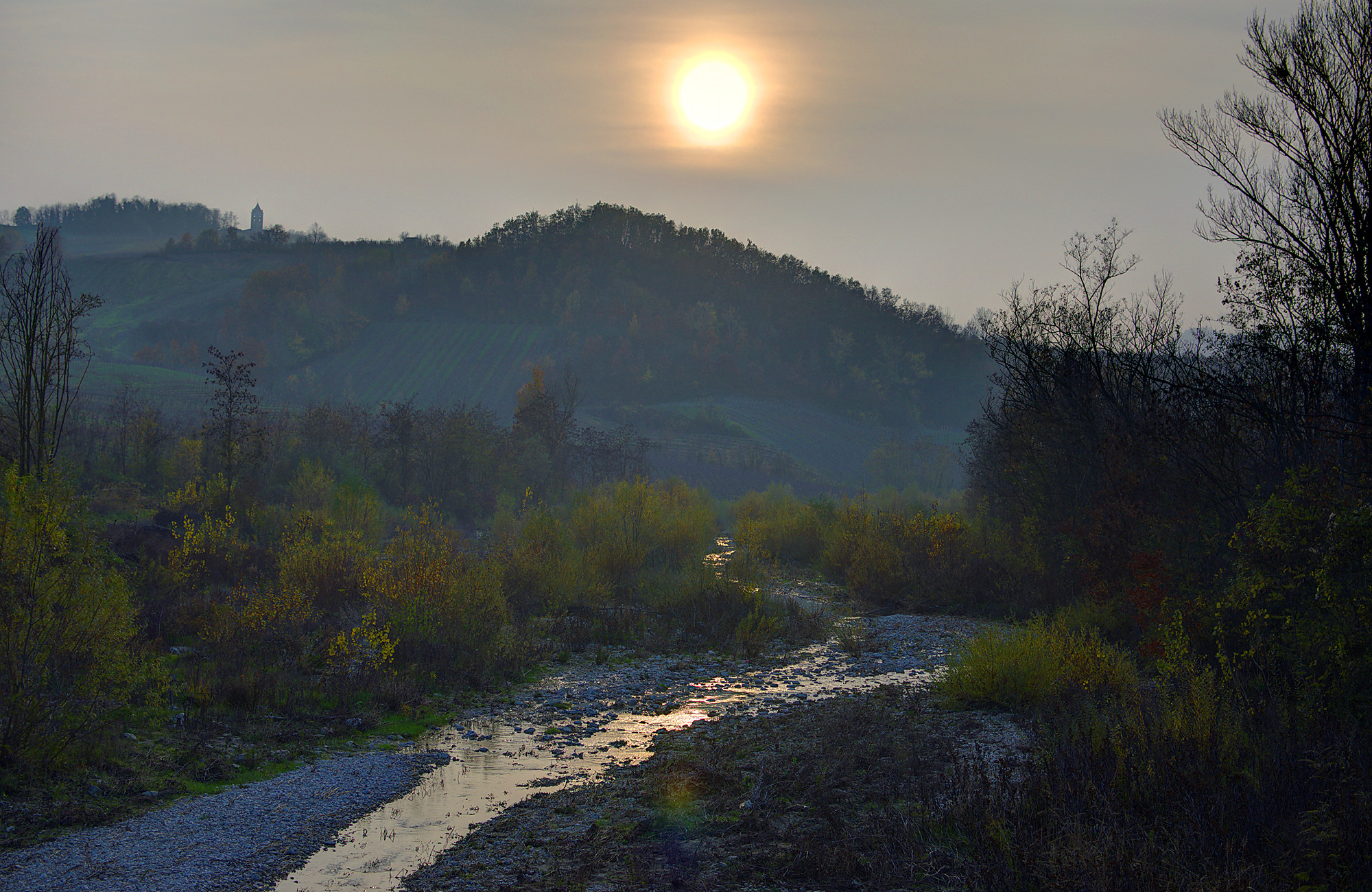
Torrente Ghiaie